# Henri van Seben
Henri van Seben est un peintre belge, né à Bruxelles en 1825, mort à Ixelles en 1913 à 88 ans.

## Biographie
Élève de Adolphe-Alexandre Dillens et d'Hubertus van Hove, il fit ses études à La Haye puis se fixa à Bruxelles. Son atelier était situé à Ixelles Lez Bruxelles, 69 rue Van Aa, puis 52 rue de la Croix. Membre fondateur de la société des Aquarellistes de Belgique, son art précis, minutieux eut son heure de vogue avec notamment des paysages romantiques, dont de nombreux « hivers » néerlandais, des portraits et des scènes de genre avec des enfants. 
Il exposera très régulièrement des peintures à la Société des amis des arts de Bordeaux de 1869 à 1895 (en même temps qu'Elisa van Seben qui expose à Bordeaux en 1872 et 1880). 
Ses œuvres font partie des collections des musées de Bruxelles, de Gand, de Berlin, de Budapest, du Brooklyn Museum de New York. 

## Distinction
- Chevalier de l'ordre de Léopold (19 mars 1903)[4].